# Васильев, Алексей Геннадьевич
Алексей Геннадьевич Васильев (род. 1952) — российский биолог, лауреат премии имени А. Н. Северцова (1999).
В 1974 году — окончил биологический факультет Уральского государственного университета имени А. М. Горького.
С 1974 года работает в Институте экологии растений и животных УрО РАН.
В 1981 году — защитил кандидатскую диссертацию, тема: «Опыт эколого-морфологического анализа дифференциации популяций с разной степенью пространственной изоляции».
В 1996 году — защитил докторскую диссертацию, тема: «Фенетический анализ биоразнообразия на популяционном уровне».
С 1997 года — работал в должности ведущего научного сотрудника, а в 1998—1999 годах — и. о. заместителя директора ИЭРиЖ УрО РАН.
С 2000 года — заведует лабораторией эволюционной экологии.
Научные интересы: эволюционная экология, популяционная морфология, фенетика, популяционная биология развития, феногенетика, эпигенетика, внутривидовая систематика, биоразнообразие, феногенетический мониторинг.
Автор более 190 научных публикаций (в том числе 9 монографий).

## Награды
- Премия имени А. Н. Северцова (совместно с В. Н. Большаковым, И. А. Васильевой, за 1999 год) — за серию работ по эволюционной и популяционной морфологии млекопитающих.
- Премия Президиума УрО РАН имени С. С. Шварца (2008)
- Премия Благотворительного фонда поддержки науки и Президиума РАН имени В. Е. Соколова (2009)